# Meidericher Spielverein Duisburg 2005-2006
Questa voce raccoglie le informazioni riguardanti il Meidericher Spielverein Duisburg nelle competizioni ufficiali della stagione 2005-2006.

## Stagione
Nella stagione 2005-2006 il Duisburg, allenato da Norbert Meier, Heiko Scholz e Jürgen Kohler, concluse il campionato di Bundesliga al 18º posto e retrocesse in 2. Bundesliga. In Coppa di Germania il Duisburg fu eliminato al secondo turno dal Monaco 1860.

## Rosa
| N. |                      | Ruolo | Calciatore         |
| -- | -------------------- | ----- | ------------------ |
| 1  | Germania (bandiera)  | P     | Georg Koch         |
| 2  | Namibia (bandiera)   | D     | Razundara Tjikuzu  |
| 3  | Danimarca (bandiera) | D     | Thomas Bælum       |
| 4  | Germania (bandiera)  | D     | Uwe Möhrle         |
| 5  | Croazia (bandiera)   | D     | Marino Biliškov    |
| 6  | Germania (bandiera)  | C     | Markus Hausweiler  |
| 7  | Germania (bandiera)  | D     | Alexander Bugera   |
| 8  | Germania (bandiera)  | C     | Andreas Voss       |
| 10 | Slovenia (bandiera)  | A     | Klemen Lavrič      |
| 11 | Germania (bandiera)  | D     | Carsten Wolters    |
| 13 | Germania (bandiera)  | C     | Adam Bodzek        |
| 14 | Marocco (bandiera)   | D     | Nasir El Kasmi     |
| 15 | Marocco (bandiera)   | A     | Abdelaziz Ahanfouf |
| 16 | Romania (bandiera)   | C     | Mihai Tararache    |
| 17 | Germania (bandiera)  | D     | Alexander Meyer    |

| N. |                                 | Ruolo | Calciatore        |
| -- | ------------------------------- | ----- | ----------------- |
| 18 | Germania (bandiera)             | A     | Markus Kurth      |
| 19 | Corea del Sud (bandiera)        | A     | Ahn Jung-hwan     |
| 20 | Bosnia ed Erzegovina (bandiera) | C     | Ivica Grlić       |
| 21 | Belgio (bandiera)               | A     | Peter van Houdt   |
| 22 | Germania (bandiera)             | C     | Kai Michalke      |
| 23 | Turchia (bandiera)              | D     | Necat Aygün       |
| 24 | Germania (bandiera)             | P     | André Poggenborg  |
| 25 | Germania (bandiera)             | A     | Niklas Stegmann   |
| 26 | Germania (bandiera)             | P     | Sven Beuckert     |
| 27 | Germania (bandiera)             | C     | Markus Anfang     |
| 28 | Germania (bandiera)             | D     | Oliver Rademacher |
| 29 | Germania (bandiera)             | C     | Tobias Willi      |
| 30 | Germania (bandiera)             | C     | Dirk Lottner      |
| 33 | Italia (bandiera)               | C     | Marco Caligiuri   |

## Organigramma societario
Area tecnica
- Allenatore: Heiko Scholz
- Allenatore in seconda: Manfred Stefes
- Preparatore dei portieri: Manfred Gloger
- Preparatori atletici:

## Calciomercato

### Sessione estiva
| Acquisti | Acquisti          | Acquisti              | Acquisti |
| R.       | Nome              | da                    | Modalità |
| -------- | ----------------- | --------------------- | -------- |
| D        | Marino Biliškov   | Wolfsburg             |          |
| C        | Markus Hausweiler | Borussia M'gladbach   |          |
| A        | Klemen Lavrič     | Dinamo Dresda         |          |
| C        | Kai Michalke      | Alemannia Aquisgrana  |          |
| D        | Uwe Möhrle        | Hansa Rostock         |          |
| P        | André Poggenborg  | Preußen Münster       |          |
| C        | Mike Rietpietsch  | RW Oberhausen         |          |
| A        | Niklas Stegmann   | Schalke 04 (juniores) |          |
| C        | Tobias Willi      | Salisburgo            |          |

| Cessioni | Cessioni                | Cessioni        | Cessioni |
| R.       | Nome                    | da              | Modalità |
| -------- | ----------------------- | --------------- | -------- |
| D        | Sebastian Dr. Michalsky | Wuppertal       |          |
| D        | Pavel Drsek             | Bochum          |          |
| C        | Dietmar Hirsch          | Lubecca         |          |
| D        | Benjamin Kruse          | Bergedorf       |          |
| C        | Rob Maas                | Heracles Almelo |          |
| C        | Marco Manske            | Karlsruhe II    |          |
| A        | Mirosław Spizak         | Siegen          |          |
| C        | Holger Wehlage          | Rot-Weiss Essen |          |

### Sessione invernale
| Acquisti | Acquisti        | Acquisti     | Acquisti |
| R.       | Nome            | da           | Modalità |
| -------- | --------------- | ------------ | -------- |
| D        | Necat Aygün     | Unterhaching |          |
| A        | Ahn Jung-hwan   | Metz         |          |
| C        | Marco Caligiuri | Stoccarda II |          |
| C        | Mihai Tararache | Zurigo       |          |

| Cessioni | Cessioni         | Cessioni      | Cessioni |
| R.       | Nome             | da            | Modalità |
| -------- | ---------------- | ------------- | -------- |
| A        | Josef Ivanović   | Coblenza      |          |
| C        | Mike Rietpietsch | Holstein Kiel |          |

## Risultati

### Bundesliga

#### Girone di andata
| Arbitro: | Brych |

|              |           |          |
| Ahanfouf 31’ | Marcatori | 5’ Cacau |

| Arbitro: | Perl |

|                                                  |           |                              |
| Altıntop 2’, 58’, 80’ Nzelo-Lembi 27’ Sanogo 68’ | Marcatori | 21’, 63’ Möhrle 66’ Ahanfouf |

| Arbitro: | Merk |

|           |           |            |
| Kurth 80’ | Marcatori | 61’ Ricken |

| Arbitro: | Meyer |

|                         |           |           |
| Neuville 5’ António 66’ | Marcatori | 9’ Möhrle |

| Arbitro: | Weiner |

|            |           |                                    |
| Lavrič 30’ | Marcatori | 36’ Juan 40’ Berbatov 88’ Athirson |

| Arbitro: | Merk |

|                                           |           |                        |
| Pantelić 6’ Paraíba 71’ (rig.) Rafael 89’ | Marcatori | 33’ Grlić 51’ Biliškov |

| Arbitro: | Gagelmann |

|           |           |  |
| Kurth 28’ | Marcatori |  |

| Arbitro: | Gräfe |

|           |           |              |
| Delura 8’ | Marcatori | 14’ Ahanfouf |

| Arbitro: | Schmidt |

|  |           |           |
|  | Marcatori | 27’ Meier |

| Arbitro: | Rafati |

|                                                    |           |  |
| Ballack 27’ Roberto 33’ Santa Cruz 59’ Pizarro 90’ | Marcatori |  |

| Arbitro: | Sippel |

|            |           |  |
| Bugera 57’ | Marcatori |  |

| Arbitro: | Drees |

|                                            |           |  |
| Kurányi 13’ Meyer 67’ (aut.) Rodríguez 86’ | Marcatori |  |

| Arbitro: | Kinhöfer |

|                        |           |  |
| Barbarez 39’ Lauth 45’ | Marcatori |  |

| Arbitro: | Wagner |

|                         |           |  |
| Valdez 64’ Borowski 73’ | Marcatori |  |

| Arbitro: | Gräfe |

|             |           |              |
| Ahanfouf 5’ | Marcatori | 30’ Podolski |

| Arbitro: | Weiner |

|              |           |          |
| Ahanfouf 42’ | Marcatori | 52’ Vata |

| Arbitro: | Schmidt |

|           |           |            |
| Silva 26’ | Marcatori | 86’ Möhrle |

#### Girone di ritorno
| Arbitro: | Gagelmann |

|  |           |               |
|  | Marcatori | 42’ Caligiuri |

| Arbitro: | Brych |

|                                |           |                 |
| Kurth 40’ Tararache 61’ (rig.) | Marcatori | 77’, 81’ Halfar |

| Arbitro: | Sippel |

|                                 |           |  |
| Brzenska 67’ Rosický 88’ (rig.) | Marcatori |  |

| Arbitro: | Fandel |

|           |           |              |
| Lavrič 4’ | Marcatori | 19’ Svensson |

| Arbitro: | Perl |

|                                    |           |                 |
| Freier 6’ Barnetta 8’ Berbatov 85’ | Marcatori | 42’, 64’ Lavrič |

| Arbitro: | Drees |

|                                 |           |             |
| Tararache 20’ (rig.) Lavrič 50’ | Marcatori | 68’ Baştürk |

| Arbitro: | Weiner |

|                     |           |  |
| Vittek 8’, 14’, 86’ | Marcatori |  |

| Duisburg 11 marzo 2006, ore 15:30 CET 25ª giornata | Duisburg | 0 – 0 referto | Hannover 96 | MSV-Arena (20 132 spett.)\| Arbitro: \| Sippel \| |
| Arbitro:                                           | Sippel   |               |             |                                                   |

| Arbitro: | Merk |

|                                                      |           |                       |
| Amanatidīs 2’, 13’, 57’ Köhler 11’ Copado 79’ (rig.) | Marcatori | 25’ Bodzek 32’ Lavrič |

| Arbitro: | Rafati |

|                     |           |                                         |
| Ahanfouf 40’ (rig.) | Marcatori | 66’ Salihamidžić 71’ Makaay 80’ Pizarro |

| Arbitro: | Wagner |

|            |           |               |
| Marlet 90’ | Marcatori | 73’ van Houdt |

| Arbitro: | Wack |

|                    |           |            |
| Poulsen 39’ (aut.) | Marcatori | 85’ Larsen |

| Arbitro: | Kinhöfer |

|  |           |                              |
|  | Marcatori | 24’ (aut.) Möhrle 29’ Ailton |

| Arbitro: | Fandel |

|                                     |           |              |
| Streit 37’ Feulner 62’ Podolski 80’ | Marcatori | 79’ Ahanfouf |

| Arbitro: | Stark |

|                           |           |                                           |
| Ahn 41’ Ahanfouf 45’, 76’ | Marcatori | 4’, 16’ Micoud 31’, 75’ Klose 86’ Klasnić |

| Arbitro: | Schmidt |

|  |           |                       |
|  | Marcatori | 60’ Ahn 82’ Caligiuri |

| Duisburg 13 maggio 2006, ore 15:30 CEST 34ª giornata | Duisburg | 0 – 0 referto | Magonza | MSV-Arena (27 113 spett.)\| Arbitro: \| Sippel \| |
| Arbitro:                                             | Sippel   |               |         |                                                   |

### Coppa di Germania
| Arbitro: | Anklam |

|  |           |            |
|  | Marcatori | 41’ Lavrič |

| Arbitro: | Kircher |

|                                    |           |                        |
| Shao 37’ Lehmann 42’ Vučićević 85’ | Marcatori | 48’ Anfang 66’ Lottner |

## Statistiche

### Statistiche di squadra
| Competizione      | Punti | In casa | In casa | In casa | In casa | In casa | In casa | In trasferta | In trasferta | In trasferta | In trasferta | In trasferta | In trasferta | Totale | Totale | Totale | Totale | Totale | Totale | DR  |
| Competizione      | Punti | G       | V       | N       | P       | Gf      | Gs      | G            | V            | N            | P            | Gf           | Gs           | G      | V      | N      | P      | Gf     | Gs     | DR  |
| ----------------- | ----- | ------- | ------- | ------- | ------- | ------- | ------- | ------------ | ------------ | ------------ | ------------ | ------------ | ------------ | ------ | ------ | ------ | ------ | ------ | ------ | --- |
| Bundesliga        | 27    | 17      | 3       | 9       | 5       | 17      | 23      | 17           | 2            | 3            | 12           | 17           | 40           | 34     | 5      | 12     | 17     | 34     | 63     | -29 |
| Coppa di Germania | -     | 0       | 0       | 0       | 0       | 0       | 0       | 2            | 1            | 0            | 1            | 3            | 3            | 2      | 1      | 0      | 1      | 3      | 3      | 0   |
| Totale            | 27    | 17      | 3       | 9       | 5       | 17      | 23      | 19           | 3            | 3            | 13           | 20           | 43           | 36     | 6      | 12     | 18     | 37     | 66     | -29 |

### Andamento in campionato
| Giornata  | 1  | 2  | 3  | 4  | 5  | 6  | 7  | 8  | 9  | 10 | 11 | 12 | 13 | 14 | 15 | 16 | 17 | 18 | 19 | 20 | 21 | 22 | 23 | 24 | 25 | 26 | 27 | 28 | 29 | 30 | 31 | 32 | 33 | 34 |
| --------- | -- | -- | -- | -- | -- | -- | -- | -- | -- | -- | -- | -- | -- | -- | -- | -- | -- | -- | -- | -- | -- | -- | -- | -- | -- | -- | -- | -- | -- | -- | -- | -- | -- | -- |
| Luogo     | C  | T  | C  | T  | C  | T  | C  | T  | C  | T  | C  | T  | T  | T  | C  | C  | T  | T  | C  | T  | C  | T  | C  | T  | C  | T  | C  | T  | C  | C  | T  | C  | T  | C  |
| Risultato | N  | P  | N  | P  | P  | P  | V  | N  | P  | P  | V  | P  | P  | P  | N  | N  | N  | V  | N  | P  | N  | P  | V  | P  | N  | P  | P  | N  | N  | P  | P  | P  | V  | N  |
| Posizione | 11 | 13 | 15 | 16 | 16 | 18 | 14 | 14 | 17 | 17 | 16 | 16 | 17 | 16 | 17 | 17 | 17 | 16 | 16 | 16 | 16 | 17 | 17 | 17 | 17 | 17 | 17 | 17 | 18 | 18 | 18 | 18 | 18 | 18 |

Legenda:

Luogo: C = Casa; T = Trasferta. Risultato: V = Vittoria; N = Pareggio; P = Sconfitta.

### Statistiche dei giocatori
| Giocatore      | Bundesliga | Bundesliga | Bundesliga  | Bundesliga | Coppa di Germania | Coppa di Germania | Coppa di Germania | Coppa di Germania | Totale   | Totale | Totale      | Totale     |
| Giocatore      | Presenze   | Reti       | Ammonizioni | Espulsioni | Presenze          | Reti              | Ammonizioni       | Espulsioni        | Presenze | Reti   | Ammonizioni | Espulsioni |
| -------------- | ---------- | ---------- | ----------- | ---------- | ----------------- | ----------------- | ----------------- | ----------------- | -------- | ------ | ----------- | ---------- |
| A. Ahanfouf    | 27         | 9          | 5           | 0          | 2                 | 0                 | 0                 | 0                 | 29       | 9      | 5           | 0          |
| J. Ahn         | 12         | 2          | 0           | 0          | 0                 | 0                 | 0                 | 0                 | 12       | 2      | 0           | 0          |
| M. Anfang      | 12         | 0          | 3           | 0          | 2                 | 1                 | 1                 | 0                 | 14       | 1      | 4           | 0          |
| N. Aygün       | 8          | 0          | 0           | 0          | 0                 | 0                 | 0                 | 0                 | 8        | 0      | 0           | 0          |
| S. Beuckert    | 3          | 0          | 0           | 0          | 1                 | 0                 | 0                 | 0                 | 4        | 0      | 0           | 0          |
| M. Biliškov    | 21         | 1          | 2           | 1          | 2                 | 0                 | 0                 | 0                 | 23       | 1      | 2           | 1          |
| A. Bodzek      | 9          | 1          | 4           | 0          | 0                 | 0                 | 0                 | 0                 | 9        | 1      | 4           | 0          |
| A. Bugera      | 23         | 1          | 7           | 0          | 2                 | 0                 | 0                 | 0                 | 25       | 1      | 7           | 0          |
| T. Bælum       | 28         | 0          | 8           | 0          | 1                 | 0                 | 0                 | 0                 | 29       | 0      | 8           | 0          |
| M. Caligiuri   | 14         | 2          | 4           | 0          | 0                 | 0                 | 0                 | 0                 | 14       | 2      | 4           | 0          |
| I. Grlić       | 13         | 1          | 5           | 0          | 0                 | 0                 | 0                 | 0                 | 13       | 1      | 5           | 0          |
| M. Hausweiler  | 3          | 0          | 2           | 0          | 1                 | 0                 | 1                 | 0                 | 4        | 0      | 3           | 0          |
| P. van Houdt   | 29         | 1          | 6           | 0          | 2                 | 0                 | 0                 | 0                 | 31       | 1      | 6           | 0          |
| J. Ivanović    | 1          | 0          | 1           | 0          | 0                 | 0                 | 0                 | 0                 | 1        | 0      | 1           | 0          |
| N. Kasmi       | 2          | 0          | 0           | 0          | 0                 | 0                 | 0                 | 0                 | 2        | 0      | 0           | 0          |
| G. Koch        | 34         | 0          | 4           | 0          | 1                 | 0                 | 1                 | 0                 | 35       | 0      | 5           | 0          |
| M. Kurth       | 31         | 3          | 6           | 1          | 2                 | 0                 | 0                 | 0                 | 33       | 3      | 6           | 1          |
| K. Lavrič      | 22         | 6          | 2           | 0          | 1                 | 1                 | 0                 | 0                 | 23       | 7      | 2           | 0          |
| D. Lottner     | 19         | 0          | 2           | 0          | 1                 | 1                 | 0                 | 0                 | 20       | 1      | 2           | 0          |
| A. Meyer       | 25         | 0          | 4           | 0          | 1                 | 0                 | 0                 | 1                 | 26       | 0      | 4           | 1          |
| K. Michalke    | 6          | 0          | 0           | 0          | 1                 | 0                 | 0                 | 0                 | 7        | 0      | 0           | 0          |
| U. Möhrle      | 31         | 4          | 5           | 1          | 1                 | 0                 | 0                 | 0                 | 32       | 4      | 5           | 1          |
| A. Poggenborg  | 0          | 0          | 0           | 0          | 0                 | 0                 | 0                 | 0                 | 0        | 0      | 0           | 0          |
| O. Rademacher  | 0          | 0          | 0           | 0          | 0                 | 0                 | 0                 | 0                 | 0        | 0      | 0           | 0          |
| M. Rietpietsch | 13         | 0          | 0           | 0          | 2                 | 0                 | 0                 | 0                 | 15       | 0      | 0           | 0          |
| N. Stegmann    | 1          | 0          | 0           | 0          | 0                 | 0                 | 0                 | 0                 | 1        | 0      | 0           | 0          |
| M. Tararache   | 15         | 2          | 5           | 1          | 0                 | 0                 | 0                 | 0                 | 15       | 2      | 5           | 1          |
| R. Tjikuzu     | 23         | 0          | 6           | 0          | 1                 | 0                 | 0                 | 0                 | 24       | 0      | 6           | 0          |
| A. Voss        | 0          | 0          | 0           | 0          | 0                 | 0                 | 0                 | 0                 | 0        | 0      | 0           | 0          |
| T. Willi       | 25         | 0          | 7           | 1          | 1                 | 0                 | 0                 | 0                 | 26       | 0      | 7           | 1          |
| C. Wolters     | 18         | 0          | 2           | 0          | 1                 | 0                 | 0                 | 0                 | 19       | 0      | 2           | 0          |